# Antoine Barnave

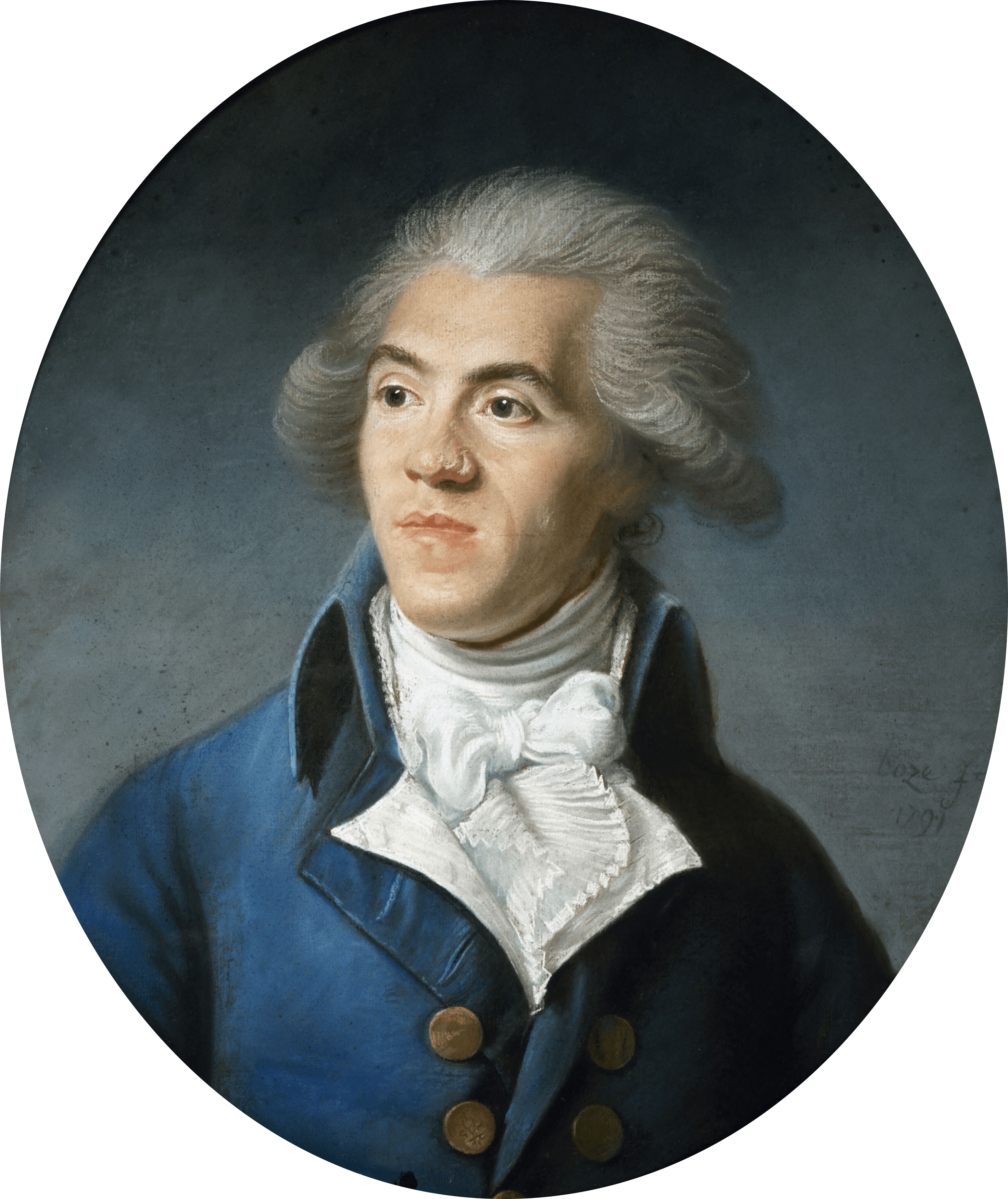
Portret van Antoine Barnave

Antoine Pierre Joseph Marie Barnave (Grenoble, 22 oktober 1761 – Parijs, 29 november 1793) was een Frans politicus ten tijde van de Franse Revolutie en leidend figuur van de eerder gematigde feuillantenclub.
Antoine Barnave was afkomstig uit een protestantse familie uit Grenoble. Hij werd begin 1789 verkozen als afgevaardigde voor de Staten-Generaal in Versailles, als vertegenwoordiger van de derde stand van de provincie Dauphiné. Hij was erg actief in de Nationale Grondwetgevende Vergadering die eruit voortkwam, en ook binnen de club van de jacobijnen. Hij was een van de drie vertegenwoordigers die naar Varennes werden gestuurd om de gevluchte koninklijke familie terug naar Parijs te begeleiden. Hier maakte hij kennis met koningin Marie-Antoinette en zij zouden later met elkaar corresponderen. Hij scheurde zich met de feuillanten af van de radicalere jacobijnen. Tijdens de Terreur vluchtte hij naar Grenoble, maar hij werd gearresteerd in augustus 1792. Hij werd veroordeeld wegens hoogverraad wegens zijn correspondentie met de koningin en stierf eind 1793 onder de guillotine.

## Uitgaven
- Francesco Dendena en Stéphanie Roza (red.), Une histoire immédiate de la Révolution. Antoine Barnave, textes choisis, 1790-1792, CNRS, 2025. ISBN 9782271141934
- Eberhard Schmitt (red.), Antoine Barnave. Theorie der Französischen Revolution, 1972
- Madame Saint-Germain en M. Bérenger (red.), Oeuvres de Barnave, 4 dln., 1843